# Funkcijska tipka
Funkcijska tipka se nahaja na vrhu tipkovnice in je oštevilčena z Fx, kjer je x številka od 1 do 12. Funkcije posameznih tipk se razlikujejo od programa do programa. Tipka F1 pri večina programih sproži pomoč med tem ko pa kombinacija tipk ALT + F4 brezpogojno zapre trenutno aktivni program.